# Ici RCFM
 (février 2022).
Si vous disposez d'ouvrages ou d'articles de référence ou si vous connaissez des sites web de qualité traitant du thème abordé ici, merci de compléter l'article en donnant les références utiles à sa vérifiabilité et en les liant à la section « Notes et références ».
Ici RCFM, anciennement France Bleu RCFM (Radio Corsica Frequenza Mora) est l'une des stations de radio généraliste du réseau Ici de Radio France. Elle dessert la  Corse et possède deux sièges locaux, l'un à Bastia (principal), l'autre à Ajaccio.

## Historique
Si les premiers décrochages régionaux font leur apparition en 1982 sur l'antenne de France Inter, il faut attendre mai 1984 pour que naisse officiellement Radio Corse Frequenza Mora (RCFM). Le 4 septembre 2000, à l'instar des autres radios locales de Radio France, RCFM est intégrée dans le réseau France Bleu. 
En novembre 2015, la station déménage dans la citadelle de Bastia.

## Émissions locales
Parmi les décrochages spécifiques à France Bleu RCFM figurent les différentes éditions d'informations locales et nationales (en français et en corse sous le nom de « U nutiziale »), les prévisions météorologiques (« U tempu ») et les informations pratiques (« Les agendas »). Notons également « Le forum », l'émission la plus écoutée en Corse, l'émission sur la langue corse « Dite a vostra », « Le club de la presse », « Des livres et délires », « Les fous d'opéra » et « Arrivée d'air chaud » (émission de jazz).

## Sièges locaux
Les sièges locaux de France Bleu RCFM sont à Bastia et Ajaccio :
- Station de Bastia : 1, place du Donjon - BP 130 - 20291 Bastia Cedex
- Station d'Ajaccio : Résidence du Parc - Les Pins - 20000 Ajaccio

## Direction locale
- Directeur : Paul Biondi
- Responsable des programmes : Olivier Balbinot
- Rédactrice en chef : Michèle Castellani.